# Campeonato Mundial de Atletismo en Ruta de 2026
El III Campeonato Mundial de Atletismo en Ruta se celebrará en Copenhague (Dinamarca) en el año 2026 bajo la organización de World Athletics y la Federación Danesa de Atletismo.